# La Rose écarlate
Pour les articles homonymes, voir Rose écarlate.
 (avril 2018).
La Rose écarlate est une série de bande dessinée de Patricia Lyfoung en collaboration avec Philippe Ogaki, Linda Aksonesilp, et Fleur D, mélangeant les styles franco-belge et manga. Publiée chez Delcourt depuis 2005, elle comprend vingt-et-un tomes.

Les personnages 
...... Du I au VI
Maud. Mlle de la Roche. La rose écarlate.
Guilhem. Comte de Landrey. Le Renard.
Le vieux fou. Le vieux baron de Huet 
Albion, Alban, Albert
Sinan 
Julie
...... VII
Natalia 
Linus Grimaldi.

## Résumé de l'œuvre

### Cycle 1
Dans le Périgord, Maud mène une vie paisible avec son père forgeron et ses amis. Mais un soir, son père se fait assassiner par un inconnu venant de Paris, et qui convoitait le carnet de voyage de son père dans l'Empire ottoman ; elle réussit cependant à infliger une balafre au meurtrier. Très vite, elle apprend qu'elle a un grand-père, un noble, qui vit près de la capitale, et décide donc de le rejoindre dans le but de venger son père.
Malheureusement, le vieil homme désapprouve son comportement de garçon manqué et son rêve de devenir escrimeuse. Un rêve accentué par la présence du Renard, un bandit qui vole les riches pour donner aux pauvres. À un bal où son grand-père l'amène, Maud rencontre Guilhem de Landrey, un jeune comte, mais aussi le baron de Huet qui ressemble de manière frappante au meurtrier de son père. Maud l'agresse, au grand dam de son grand-père, mais le baron de Huet n'est pas balafré. Le grand-père de Maud décide alors d'enfermer sa petite-fille au château. Guilhem accepte néanmoins de lui donner des leçons d'escrime, ce qui va les rapprocher. Maud décide de devenir une héroïne comme Le renard, et devient alors La Rose écarlate. Par la suite, elle découvre qu'en réalité Le Renard n'est autre que Guilhem.
Ce dernier lui propose alors son aide afin de trouver l'assassin de son père. Leurs enquêtes les amènent à suspecter le baron de Huet, en quête du trésor des Templiers avec son frère jumeau Alban, qui n'est autre que l'assassin du père de Maud, ainsi qu'un mystérieux homme encapuchonné.
Après de multiples aventures, leur quête de Venise à Constantinople les amènent enfin au Secret des Templiers : le Lieu de Dieu. Cet endroit sacré se trouve en Cappadoce, et est protégé depuis des siècles par un village de guerriers d'où est originaire la mère de Maud. Tout en s'avouant leurs sentiments, Maud et Guilhem feront tout pour arrêter la soif de pouvoir d'Alban et de son frère.

### Cycle 2
Plusieurs mois après leur retour, Guilhem et Maud sont à présent fiancés. Alors que leur mariage approche, ils sont invités à un bal donné par le célèbre Linus Grimaldi, un grand aventurier. Là-bas, une amitié naît entre Maud et leur hôte, et Guilhem rencontre la mystérieuse Natalia Kouroukovska. Cette dernière a été victime d'une des escapades nocturnes du Renard et de La Rose écarlate, et Guilhem lui a volé sa bague qui ressemble étrangement à celle de son père disparu il y a plusieurs années.
Lors du mariage de Guilhem et Maud, Natalia demande à Guilhem de la suivre car elle est en contact avec son père. Guilhem accepte et s'enfuit avec Natalia. Maud part alors à leur poursuite en compagnie de Linus, qui au fil du temps a un comportement étrange.
Finalement, c'est à Saint-Pétersbourg que se trouve le père de Guilhem, qui cherche à ressusciter sa femme et mère du jeune homme. Maud et Guilhem rallient alors Natalia et son nouveau fiancé Dimitri à cette cause. Ensemble, ils feront tout pour éviter que Linus et sa maîtresse, l'impératrice de Russie, ne deviennent éternels grâce à la mythique Fontaine de Jouvence.

### Cycle 3
Deux ans plus tard, Maud est devenue La Femme en Noir... Grâce à l'aide de son Corbeau,  Killian elle souhaite venger la mort de Natalia, perpétrée par l'organisation pour laquelle elle travaillait : Le Cercle. Au cours d'une mission elle retourne à Paris, et retrouve Guilhem qui la cherchait depuis tout ce temps avec l'aide de leurs amis.
Après de nombreuses péripéties, Maud et Guilhem sont à nouveau réunis. Très vite, ils découvrent avec leurs amis l'identité des quatre chefs du Cercle, communément nommés les « Chevaliers » : Quartz, Diamant, Onyx, et Ruby. Ils sont en réalité les enfants adoptifs de Mr Volton, un humaniste qui veut déclencher une guerre en Europe et surtout, grâce à de l'énergie magique, créer une arme terrible qui leur permettrait de détruire l'Humanité pour en créer une nouvelle.
Maud, Guilhem, et leurs amis, sont bien décidés à les arrêter, les faisant traverser divers territoires jusqu'en Chine.

### Cycle 4 (en cours)
Le Cercle a enfin été stoppé. Malheureusement après la destruction de la machine, Guilhem est introuvable. Maud se lance donc dans une quête pour le retrouver, avec l'aide de ses amis. Mais elle ne sait pas que pendant ce temps le danger rode...
En effet, Guilhem a perdu la mémoire, et est sous l'emprise du mystérieux et énigmatique Samsa. Ce dernier, ancien serviteur de Mr Volton, tient Maud et Guilhem pour responsables de la repentance de son maitre, et donc de la fin du Cercle. Mais au-delà de la vengeance, aurait-il d'autres desseins bien plus sombres encore ?

## Albums
1. Je savais que je te rencontrerais (juillet 2005, scénario et dessin Patricia Lyfoung, couleur avec Philippe Ogaki)
2. Je veux que tu m'aimes ! (juin 2006, scénario et dessin Patricia Lyfoung, couleur avec Philippe Ogaki)
3. J'irai où tu iras (mai 2007, scénario et dessin Patricia Lyfoung, couleur Philippe Ogaki)
4. J'irai voir Venise (mai 2008, scénario et dessin Patricia Lyfoung, couleur Philippe Ogaki)
5. Je serai toujours avec toi (avril 2009, scénario et dessin Patricia Lyfoung, couleur Philippe Ogaki)
6. Je crois que je t'aime (avril 2010, scénario et dessin Patricia Lyfoung, couleur Philippe Ogaki)
7. Tu seras toujours à moi (juin 2011, scénario et dessin Patricia Lyfoung, couleur Philippe Ogaki, Fleur D.)
8. Où es-tu ? (octobre 2012, scénario et dessin Patricia Lyfoung, couleur Philippe Ogaki, Fleur D.)
9. Me pardonneras-tu ? (octobre 2013, scénario et dessin Patricia Lyfoung, couleur Philippe Ogaki, Fleur D.)
10. Tu aurais dû me laisser mourir (octobre 2014, scénario et dessin Patricia Lyfoung, couleur Philippe Ogaki, Fleur D.)
11. Peux-tu comprendre cela ? (octobre 2015, scénario et dessin Patricia Lyfoung, couleur Nephyla, Philippe Ogaki)
12. Tu m'as ouvert les yeux (octobre 2016, scénario et dessin Patricia Lyfoung, couleur Karina Lyfoung, Philippe Ogaki, Fleur D. )
13. Elle a tellement changé (octobre 2017, scénario et dessin Patricia Lyfoung, couleur Linda Aksonesilp, Philippe Ogaki, Fleur D.)
14. Elle m'a toujours protégé (octobre 2018, scénario Patricia Lyfoung, dessin avec Karina Lyfoung, couleur Linda Aksonesilp, Philippe Ogaki, Fleur D.)
15. Elle rend le monde meilleur (avril 2019, scénario et dessin Patricia Lyfoung, couleur Linda Aksonesilp, Philippe Ogaki, Fleur D.)
16. Il me fait confiance (novembre 2019, scénario et dessin Patricia Lyfoung, couleur Linda Aksonesilp, Philippe Ogaki, Fleur D.)
17. Il est toujours là  (novembre 2020, scénario et dessin Patricia Lyfoung, couleur Maureen Sasone, Philippe Ogaki, Linda Aksonesilp)
18. Elle est de retour (novembre 2021, scénario et dessin Patricia Lyfoung, couleur Philippe Ogaki)
19. Nous sommes liés (novembre 2022, scénario et dessin Patricia Lyfoung, couleur Philippe Ogaki)
20. Nous sommes deux (novembre 2023, scénario et dessin Patricia Lyfoung, couleur Philippe Ogaki)
21. Nous nous connaissons depuis si longtemps (novembre 2024, scénario et dessin Patricia Lyfoung, Agnès Pelletier)

La série est divisée en cycles de six tomes par intrigues, que l'on peut nommer : Le Lieu de Dieu, La Fontaine de Jouvence et Le Cercle.

## Récompenses
Le Grand Prix des Lecteurs du Journal de Mickey, attribué par un jury d'enfants représentatif des 250 000 lecteurs du magazine, a été décerné en 2007 au troisième tome de La Rose écarlate.

## Adaptations

### Novélisations
Deux romans ont été tirés de La Rose écarlate, écrits par Sarah Cohen-Scali sous le pseudonyme de Sarah K. :
1. Bas les masques ! (Hachette Jeunesse, mars 2009).
2. Mission Venise (Hachette Jeunesse, décembre 2009).

L'histoire, sensiblement différente, éclaire néanmoins certains aspects de la bande dessinée.
En mai 2018, Patricia Lyfoung publie un roman dont le lecteur est le héros :
1. La Rose écarlate : Le Mystère des Huit éventails.

En octobre 2018, une autre novélisation de la bande dessinée a été publiée par Cécile Beacourt :
1. Je savais que je te rencontrerais (Delcourt, Jeunesse, octobre 2018).
2. Je veux que tu m'aimes (Delcourt, Jeunesse, octobre 2018).

Cette adaptation, plus fidèle à la bande dessinée, est accompagnée d'illustrations de Patricia Lyfoung.

En 2024, une adaptation similaire à la précédente fût écrite par Catherine Kalengula, et publiée chez les éditions Rageot :
1. Je savais que je te rencontrerais (Rageot, Histoire et Mythologie, Poche, Septembre 2024).
2. Je veux que tu m'aimes (Rageot, Histoire et Mythologie, Poche, Septembre 2024).

### Série dérivée
Scénarisée par Lyfoung mais dessinée par Jenny, une série dérivée nommée La Rose écarlate - Missions raconte sous forme de diptyques les aventures de la Rose Écarlate et du Renard, entre le tome 6 et 7 lorsqu'ils reviennent de l'Empire ottoman, fiancés. Elle s'intéresse à leurs doubles vies de justiciers, et est publiée chez Delcourt :
1. Le spectre de la Bastille 1/2 (novembre 2013, scénario, dessin Jenny, couleur Philippe Ogaki, Fleur D.) ;
2. Le spectre de la Bastille 2/2 (mai 2014, scénario, dessin Jenny, couleur Philippe Ogaki, Fleur D.) ;
3. La dame en rouge 1/2 (mai 2015, scénario, dessin Jenny, couleur Philippe Ogaki, Fleur D.) ;
4. La dame en rouge 2/2 (juin 2016, scénario, dessin Jenny, Mister Choco Man, couleur Karina Lyfoung, Philippe Ogaki, Yvan Roche) ;
5. La belle et le loup 1/2 (mai 2017, scénario, dessin Jenny, Alexis Coridun, couleur Linda Aksonesilp, Philippe Ogaki, Fleur D.) ;
6. La belle et le loup 2/2 (mai 2018, scénario, dessin Jenny, Mister Choco Man, couleur Linda Aksonesilp, Philippe Ogaki, Fleur D.) ;
7. Souvenirs d’Écosse 1/2 (août 2019, scénario, dessin Jenny, couleur Linda Aksonesilp, Philippe Ogaki, Fleur D.) ;
8. Souvenirs d’Écosse 2/2 (septembre 2020, scénario, dessin Jenny, couleur  Maureen Sasone, Philippe Ogaki, Linda Aksonesilp) ;
9. La fiancée de la mer 1/2 (mai 2022, scénario, dessin Jenny avec l'aide de Alexis Coridun, couleurs de Benjamin Pottier, Philippe Ogaki et Maureen Sansone,).
10. La fiancée de la mer 2/2 (septembre 2024, scénario, dessin Jenny, couleur Philippe Ogaki)

### Autres publications
Trois albums, annexes, sont publiés en parallèle des albums de la série :
1. Album de coloriage (mai 2017, scénario, dessin, couleur avec Philippe Ogaki) ;
2. Mon cahier de jeux (mai 2017, scénario, dessin, couleur avec Philippe Ogaki) ;
3. Crée ta BD (juin 2018, scénario avec Laureen Bouyssou, dessin, couleur avec Philippe Ogaki).

### Traduction
La série a été publiée en anglais aux éditions Papercutz dès l'année 2017, sous le nom de The Scarlet Rose. Chaque volume contient l'équivalent de deux tomes français :
1. I knew I'd meet you (septembre 2017)
2. I'll go where you go (mai 2018)
3. I think I love you (juin 2018)